# Kostomłoty (województwo dolnośląskie)
Kostomłoty (niem. Kostenblut) – wieś w Polsce położona w województwie dolnośląskim, w powiecie średzkim, siedziba gminy Kostomłoty.

## Podział administracyjny
W latach 1954–1972 wieś należała i była siedzibą władz gromady Kostomłoty. W latach 1975–1998 miejscowość administracyjnie należała do województwa wrocławskiego.

## Położenie
Wieś jest położona na Równinie Kostomłotów. Kostomłoty leżą 30 km na południowy zachód od centrum Wrocławia. 
Niecały 1 km na południowy zachód od wsi znajduje się węzeł autostradowy autostrady A4, drogi krajowej nr 5 oraz projektowanej Zachodniej Obwodnicy Wrocławia łączącej autostradę A4 z drogą krajową nr 94 i drogą wojewódzką nr 340. 
Na południowy wschód od Kostomłotów biegnie linia kolejowa Wrocław-Jaworzyna Śląska, najbliższa stacja zlokalizowana jest 12,5 km na wschód w Kątach Wrocławskich.

## Nazwa
Historycy wywodzą polską nazwę miejscowości od słów kość i młócić. Niemiecka nazwa Kostenblut jest adaptacją fonetyczną chronologicznie wcześniejszej formy słowiańskiej, przy czym rolę odegrało tu podobieństwo dźwiękowe do istniejących w jęz. niemieckim słów Kosten (koszty, kosztować) i Blut (krew). 
Jedna z pierwszych wzmianek o miejscowości pochodzi ze średniowiecznego dokumentu z 1203 roku, wydanego przez biskupa wrocławskiego Cypriana gdzie wymieniona jest w staropolskiej, zlatynizowanej formie Costomlot. Nazwę miejscowości w zlatynizowanej staropolskiej formie "Costhomloth" wymienia spisany około 1300 roku średniowieczny łaciński utwór opisujący żywot świętej Jadwigi Vita Sanctae Hedwigis.
Zachowały się następujące zapisy nazwy miejscowości:
- 1149 r. - Forum Constinlot
- 1193 r. - Costomlat
- 1254 r. - civitas Costomlot
- 1284 r. - Costenblut
- po 1614 r. - Kostenblut
- 1945 r. - Kostomłoty

## Historia
W "Słowniku Geograficznym Królestwa Polskiego" istnieje zapis: "W r. 1137 Piotr Włost otrzymał od Bolesława Krzywoustego za rzekę św. Stefana przeszło 5000 łanów ziemi, należących do wsi: Kostomłoty (Kostenblut) na Szląsku, którą następnie przekazał klasztorowi Św. Wincentego we Wrocławiu." i jest to zapis świadczący o najstarszej historii Kostomłotów, ale spisany został w 2. połowie XIX wieku.
Kostomłoty są jedną z najstarszych osad targowych na Dolnym Śląsku, po raz pierwszy odnotowano jej istnienie w dokumencie księcia Bolesława Kędzierzawego. Dokument jest datowany na 22 czerwca 1149, a nazwa osady zapisana jako „forum Costinlot”. Następna wzmianka jest datowana na 1201 rok i wiąże się z istnieniem kościoła parafialnego pw. św. Gotarda. Kolejny zapis pochodzi z dokumentu kięcia Henryka III, który został sporządzony we Wrocławiu 23 października 1254. Książę informował, że w „civitas Costomlot” targ, który odbywał się w poniedziałki, zostaje przeniesiony na soboty. Użycie określenia „civitas” świadczyło, że osada posiadała miejski charakter zabudowy. Prawo lokacyjne Kostomłoty otrzymały po roku 1241, ale prawa miejskie osada otrzymała w roku 1284 i wiązało się to zapewne z wysoką rangą w porównaniu z okolicznymi osadami targowymi. W roku 1614 potwierdzono w kronikach istnienie władz miejskich złożonych z burmistrza, wójta i czterech przysięgłych (prawdopodobnie rajców), rolę pisarza miejskiego pełnił nauczyciel. Jak większość ówczesnych miast Kostomłoty były wielokrotnie niszczone przez pożary i działania wojenne. Zniszczenia powstałe podczas wojny trzydziestoletniej (1618-1648) spustoszyły miasto do tego stopnia, że utraciło ono prawa miejskie. Po trwającej wiele lat odbudowie zostały one przywrócone 29 maja 1692 przez cesarza Leopolda I Habsburga. Ponownie spustoszenie przyniosły działania zbrojne wojny siedmioletniej (1756-1763). Po zajęciu Dolnego Śląska przez Prusy Kostomłoty stały się niewielkim miasteczkiem spełniającym funkcję lokalnego ośrodka handlu i usług, który posiadał prawa do dwóch wielkich jarmarków – wiosennego i jesiennego. Miasteczko nigdy nie osiągnęło już dawnej rangi prężnego ośrodka handlu. W roku 1823 wybudowano murowany budynek szkoły, a w roku 1896 szpital miejski. W roku 1902 powstała mleczarnia i budynek poczty. W 1939 roku miasteczko miało 937 mieszkańców.
Obecnie (III 2011 r.) jest to siedziba gminy, posiadająca 993 mieszkańców, będąca jednocześnie największą miejscowością gminy Kostomłoty.
W roku 1866 w Kostomłotach urodził się Julius Blaschke, niemiecki historyk związany swoją twórczością z Głogowem.
Wkraczające w 1945 oddziały radzieckie VII Gwardyjskiego Korpusu Pancernego dopuściły się zbrodni wojennej, gwałcąc kobiety (w tym ciężarną matkę 8 dzieci) i dziewczęta oraz rozstrzeliwując próbujących temu zapobiec członków rodzin, a ponadto wszystkich wziętych do niewoli cudzoziemców oraz 6 mężczyzn i 3 kobiety.

## Zabytki
Do wojewódzkiego rejestru zabytków wpisane są:
- założenie urbanistyczne miejscowości, z 1214 r., zmiany w XIX-XX w.
- kościół parafialny pw. Podwyższenia Krzyża Świętego, kroniki o pierwszym kościele parafialnym pw. św. Gotarda wspominają w 1201 r. Obecny obiekt sakralny powstał w połowie XIV w. z kamienia łupanego i była to budowla gotycka. Znaczna rozbudowa miała miejsce w 1585 r., dodano renesansową kruchtę z bogatym szczytem, w kruchcie portal z wykutą datą. Znacząca restauracja przypadła na lata 1818-1819, kiedy to dobudowano wieżę i rozbudowano świątynię w kierunku zachodnim. W roku 1959 wymieniono pokrycie dachu, w roku 1970 zmieniono kolorystykę elewacji. W roku 1997 wyremontowano wieżę kościelną, a jej pokrycie zmieniono na miedziane. Podczas remontu wieży odnaleziono kronikę miejską z XIX wieku. Dwa lata później (1999) wybudowano kaplicę przedpogrzebową.
  - cmentarz kościelny
  - dawne mury obronne miejskie z bramami - strzelnicami z pierwszej połowy XVII w., obecnie otaczają cmentarz od północnego zachodu i od południa. Od strony południowej w mur wbudowana kapliczka przydrożna, XIX w.

inne zabytki:
- budynek dawnego ratusza z końca XVIII wieku.
- figura św. Jana Nepomucena z XVIII wieku.
- pręgierz kamienny z XVI wieku ma wysokość 3 m, zachowały się cztery uchwyty na łańcuch. Jest dowodem na istnienie w dawnym mieście władzy sądowniczej.
- krzyże pokutne, jeden na rozwidleniu ulic Krótkiej i Średzkiej, drugi oznaczony symbolem miecza znajduje się na prawo od wschodniego wejścia na cmentarz[14].
- budynek mleczarni z końca XIX w., ul. Krótka.
- budynek dawnego szpitala z drugiej połowy XIX w., ul. Szpitalna.
- pomnik ofiar wojny i kwatera 272 ofiar obozu Gross-Rossen.
- rzeźba żniwiarki z połowy lat 70. XX wieku ustawiona na Rynku.

## Obiekty użyteczności publicznej
W Kostomłotach znajduje się urząd gminy Kostomłoty, Zespół Szkół (przedszkole i szkoła podstawowa), Gminna Biblioteka Publiczna, Ośrodek Zdrowia, Gminny Ośrodek Kultury, poczta, bank (bankomat 24 h), apteka, jedna z dziewięciu w Polsce szybkich stacji ładowania samochodów elektrycznych marki Tesla o mocy 120 kW.
W budynku dawnego ratusza obecnie znajduje się hotel i restauracja.